# آلیسا بوکینجر
آلیسا ترزا بوکینجر (به انگلیسی: Alisa Theresa Buchinger؛ متولد ۲۶ اکتبر ۱۹۹۲) کاراته‌کای اهل اتریش است. وی در مسابقات کاراته قهرمانی جهان ۲۰۱۶ که در لینتس، اتریش برگزار شد، مدال طلای کومیته ۶۸ کیلوگرم بانوان را به دست آورد. او همچنین دو بار در همین دسته در مسابقات قهرمانی کاراته اروپا در سالهای ۲۰۱۵ و ۲۰۱۷، به مقام قهرمانی دست یافته‌است.

## حرفه
وی در مسابقات کاراته قهرمانی جهان ۲۰۱۴ که در برمن آلمان برگزار شد، یکی از مدال‌های برنز کومیته ۶۸ کیلوگرم بانوان را به دست آورد.
در سال ۲۰۱۵، او در بازی‌های اروپایی ۲۰۱۵ که در باکو، جمهوری آذربایجان برگزار شد، در کومیته ۶۸ کیلوگرم بانوان مدال نقره را از آن خود کرد. وی در بازی نهایی در برابر آیرینا زارتسکا از آذربایجان شکست خورد.
وی در سال ۲۰۱۷، در بازی‌های جهانی ۲۰۱۷ که در وروتسواف، لهستان برگزار شد، در کومیته ۶۸ کیلوگرم بانوان برنده مدال نقره شد. در بازی نهایی او در برابر لامیا ماتوب از الجزایر شکست خورد.